# چوکینیک (لسکوواتس)
چوکینیک (به صربی: Čukljenik) یک منطقهٔ مسکونی در صربستان است که در لسکواس واقع شده‌است. چوکینیک ۶۳۶ نفر جمعیت دارد.